# Daniel Meurois
Daniel Meurois, parfois appelé Daniel Meurois-Givaudan, né en 1950 à Mazingarbe près de Lens (Pas-de-Calais), est un écrivain français, auteur prolifique d'ouvrages du courant spirituel dit New Age (ou Nouvel-Âge), dont une partie en collaboration avec Anne Givaudan. Il y évoque principalement des expériences personnelles de « décorporation » ou « sortie astrale », fondées sur la théorie des Annales akashiques. Ses livres sont des succès de librairie, traduits dans une quinzaine de langues : plus de 1 million d'exemplaires auraient été vendus.

## Biographie
Daniel Meurois est né à Lens dans le Pas-de-Calais. Son père était fonctionnaire et son grand-père paternel mineur. Il est issu d'« un milieu catholique, sans engagement précis ».
Il sort diplômé de l'université des lettres de Lille (Lille III). Selon Jacques Chancel, il a été professeur de français dans un collège près de Lens, où il exerçait avec son épouse, Anne Givaudan, également professeur de français. Jean-Luc Porquet évoque, pour sa part, le poste de surveillant.
C'est à l'époque de ses études (en 1971) que Daniel Meurois dit avoir vécu sa première sortie astrale – ou projection de la conscience hors du corps –, première base de la rédaction de ses ouvrages. Au cours de ces voyages, il affirme visiter les Annales akashiques – ou Mémoire du Temps – qui se trouveraient dans un espace immatériel appelé Akasha.
Ces « décorporations » donnent lieu à la co-écriture, avec Anne Givaudan, de Récits d'un voyageur de l'astral (1980), et de Terre d'Émeraude (1983, édité en format de poche aux éditions J'ai lu, en 2008), qui sont des succès de librairie et lui valent de passer à la radio (Jacques Chancel) et à la télévision (Philippe Bouvard et Patrick Poivre d'Arvor).
De 1984 à 1996, il dirige la société d'édition Arista, devenue par la suite Amrita, sise à Plazac (Dordogne), où il s'est installé avec son épouse, signant ses premiers livres en collaboration avec elle.
Il quitte ensuite la France pour le Québec, où il crée dans un premier temps les Éditions Le Perséa puis les Éditions Le Passe-Monde qui publient dorénavant ses ouvrages. Après son divorce d'avec Anne Givaudan, il poursuit sa carrière d'écrivain en solo. Ses voyages dans l'Astral lui révèleraient certains secrets sur des personnalités comme Louis IX (Louis du désert, tomes 1 et 2, 2001) ou François d'Assise (François des Oiseaux, 2008), puis sur le sens de la vie en général. Sa démarche n'est pas sans rappeler celle de T. Lobsang Rampa et des enseignements de la théosophie. Ses écrits sont souvent orientés vers ce qu'il appelle la recherche de l'enseignement originel du Christ dans le contexte essénien de son époque (Les Enseignements premiers du Christ, 2006, Le Testament des trois Marie, 2011, Les 108 Paroles du Christ, 2014, et Le Livre secret de Jeshua, tomes 1 et 2 (2015-2017). Les très nombreuses et diverses éditions françaises de ses œuvres ont été traduites en une quinzaine de langues.
Daniel Meurois donne également des conférences et séminaires en rapport avec ses écrits. Durant plus d'une dizaine d'années il a collaboré à des séminaires de formation en « Thérapies énergétiques d'origines égyptienne et essénienne » organisés par sa nouvelle épouse, Marie-Johanne Croteau, également écrivain et fondatrice des Productions Intus Solaris. Il vit dans la banlieue de la ville de Québec.

## Accueil critique
Cyril Le Tallec, auteur d'un Petit dictionnaire des mouvements ufolâtres France 1950-1985, trouve « stupéfiant » le livre Terre d'Emeraude, témoignages d'outre-corps, publié en 1983, notant que « la référence aux OVNI [y] est omniprésente et très explicite ».
Dans La France des Mutants (1994), Jean-Luc Porquet signale la dette d'Anne Givaudan et Daniel Meurois à l'égard du livre Le Matin des magiciens de Louis Pauwels et Jacques Bergier, bible du « réalisme fantastique » parue en 1960.
Se penchant sur Le Voyage à Shamballa - un pèlerinage vers soi, paru en 1986, Richard Caron et Antoine Faivre sont d'avis que le voyage des auteurs dans l'astral « équivaut à une véritable exploration de ce monde imaginal des révélations intérieures, où l'âme humaine s'approche au plus près de son principe divin ». Pour sa part, Alain Moreau, rendant compte du même livre et notamment de l'incursion des auteurs dans le monde souterrain de l'Agartha, fait remarquer que le personnage du « Marka » qu'ils disent avoir rencontré est en fait sorti de l'imagination d'un certain Raymond Bernard à la fin des années 1960 et au début des années 1970 pour les besoins de ses livres Rencontres avec l'insolite et Les maisons secrètes de la Rose-Croix, invention qu'il a lui-même reconnue. « Voilà qui pose, bien sûr, un gros problème ».

## Publications

### En collaboration avec Anne Givaudan
- Récits d'un voyageur de l'Astral - Le corps hors du corps, Arista, 1980 - (es) Relatos de un viajero por el mundo astral : el cuerpo fuera del cuerpo.
- Terre d'Émeraude, témoignages d'outre-corps, Arista, 1983 ; réédition aux éditions J'ai lu en 2008
- De mémoire d'Essénien, tome 1 - L'autre visage de Jésus, Arista, Plazac, 1984 - (de) Essener-Erinnerungen: die spirituellen Lehren Jesu, H. Hugendubel, 2007 - (es) El Otro rostro de Jesús: según recuerda un esenio, Luciérnaga, 2000.
- Les Robes de lumière - Lecture d'aura et soins par l'esprit, Arista, Plazac, 1987 - (es) Vestidos de luz: lectura del aura y cuidados mediante el Espíritu, Madrid, Mandala, 1989.
- Par l'esprit du soleil, Arista, Plazac, 1990 - (es) Por el Espíritu del Sol, Barcelona, Lucièrnaga, 1992
- Sereine lumière : florilège de pensées pour le temps présent, Arista, Plazac, 1991
- Les neuf marches, histoire de naître et de renaître, Amrita, Plazac, 1991 - (es) Los nueve peldaños: Nacer y renacer, Barcelona, Luciérnaga, 1993
- Chronique d'un départ - Afin de guider ceux qui nous quittent, Amrita, Plazac, 1993,  (ISBN 2-9514674-6-X) - (es) Crónica de un acompañamiento: para guiar a los que deben partir, Barcelona, Luciérnaga, 1994
- Celui qui vient, Amrita, Plazac, 1995 - S.O.I.S., Plazac, 2002 - (es) El que viene: de la sumisión a la libertad, Luciérnaga, Barcelona, 1996
- Visions esséniennes, Amrita, Plazac, 1996,  (ISBN 2-911022-19-X)
- De mémoire d'Essénien, tome 2 - Chemins de ce temps-là, Le Passe-Monde,  (ISBN 978-2-923647-05-0) - (pt) Caminho dos Essenios, Livro 1 - A vida oculta de Jesus revelada, Editora Conhecimento
- Pratiques pour être et agir, Amrita, Plazac, 1996
- Le Voyage à Shambhalla - un pèlerinage vers soi, Arista, Plazac, 1996,  (ISBN 9782904616082) - (en) Viaje a Shambala, Luciérnaga, Barcelona, 1990 - (de) Die Reise nach Shambhala, Falk, 2001
- * Wésak, l'heure de la réconciliation, Le Perséa, 1999,  (ISBN 2-922397-03-3) (réédition en 2020 chez Le Passe-Monde,  (ISBN 978-2-923647-70-8)) - (es) Wesak: la hora de la reconciliacion, Mandala, Madrid, 1992
- Le Peuple Animal : les animaux ont-ils une âme ?, Le Passe-Monde,  (ISBN 978-2-923647-09-8)
- Un pas vers soi, sereine lumière, S.O.I.S., 2003,  (ISBN 978-2-951988-20-0)

### En solo
- Vu d'en Haut... un rendez-vous très particulier, Le Perséa, 1999,  (ISBN 2-922397-01-7)
- Louis du désert : le destin secret de Saint-Louis (tome 1), Le Perséa, 2001,  (ISBN 2-922397-11-4)
- Louis du désert : le voyage intérieur (tome 2), Le Perséa, 2001,  (ISBN 2-922397-12-2) Cet ouvrage est aujourd'hui édité aux Éditions Le Passe-Monde
- Visions esséniennes - dans deux fois mille ans, Le Perséa, 2001,  (ISBN 978-2-922397-10-9)
- Le non désiré... rencontre avec l'enfant qui n'a pas pu venir, Le Perséa, 2003 - (es) El no-deseado: encuentro con el niño que no pudo venir, Barcelona, Luciérnaga, 2003
- Ainsi soignaient-ils : des Égyptiens aux Esséniens, une approche de la thérapie, Le Perséa, 2003,  (ISBN 978-2-922397-18-5)
- Ce clou que j'ai enfoncé - une exploration du sentiment de culpabilité, Le Perséa, 2004
- Les Enseignements premiers du Christ - à la recherche de Celui qui a tout changé,  (ISBN 978-2-923647-08-1)
- Les Annales akashiques - portail des mémoires d'éternité, Le Passe-Monde, 2007,  (ISBN 978-2-923647-00-5)
- Ce qu'ils m'ont dit - messages cueillis et recueillis, Le Passe-Monde, 2008,  (ISBN 978-2-923-647-02-9)
- Comment dieu devint Dieu, une biographie collective, Le Passe-Monde, 2008,  (ISBN 978-2-923647-06-7)
- François des Oiseaux, Claire et le Soleil... le secret d'Assise, Le Passe-Monde, 2008,  (ISBN 978-2-923647-04-3)
- Les Maladies karmiques - les reconnaître, les comprendre, les dépasser, Le Passe-Monde, 2009,  (ISBN 978-2-923647-11-1)
- La Méthode du Maître : huit exercices pour la purification des chakras, Le Passe-Monde, 2009,  (ISBN 978-2-923647-07-4)
- La Demeure du Rayonnant, mémoires égyptiennes, Le Passe-Monde, 2010,  (ISBN 978-2-923647-17-3) - (it) Akhenaton, il folle di Dio, 1998
- L'Évangile de Marie-Madeleine, selon le Livre du Temps, Le Passe-Monde, 2010,  (ISBN 978-2-923647-15-9)
- Le Testament des trois Marie - trois femmes, trois initiations, Le Passe-Monde, 2011,  (ISBN 978-2-923647-18-0)
- Il y a de nombreuses demeures - à la découverte des univers parallèles, Le Passe-Monde, 2011,  (ISBN 978-2-923647-13-5)
- Advaïta... libérer le Divin en soi, Le Passe-Monde, 2012,  (ISBN 978-2-923647-22-7)
- Les 108 Paroles du Christ... 108 perles de sagesse pour le temps présent, Le Passe-Monde, 2014,  (ISBN 978-2-923647-34-0)
- Le Livre secret de Jeshua..., Tome 1, La vie cachée de Jésus selon la Mémoire du Temps, (Les saisons de l'Éveil), Le Passe-Monde, 2015,  (ISBN 978-2-923647-40-1)
- Le Livre secret de Jeshua..., Tome 2, La vie cachée de Jésus selon la Mémoire du Temps, (Les saisons de l'Accomplissement), Le Passe-Monde, 2017,  (ISBN 978-2-923647-52-4)
- Le Labyrinthe du Karma - Déchiffrer et comprendre notre contrat d'âme, Le Passe-Monde, 2018,  (ISBN 978-2-923647-60-9)
- Le Chamane et le Christ - Mémoires amérindiennes, Le Passe-Monde, 2020,  (ISBN 978-2-923647-66-1)
- Les Apocalypses de Jean - Entre Éphèse et Patmos il y a 2 fois mille ans, Le Passe-Monde, 2021,  (ISBN 978-2-923647-74-6)
- La Médecine des trois  « S » - sexualité, sensualité, spiritualité... Une rencontre corps, âme et esprit, Le Passe-Monde, 2022,  (ISBN 978-2-923647-78-4)
- Sous le voile de Meryem - La vie secrète de Marie... selon la Mémoire du Temps, Le Passe-Monde, 2024,  (ISBN 978-2-923647-84-5)

### En collaboration avec Marie Johanne Croteau
- Le Nouveau Grand Livre des thérapies esséniennes et égyptiennes, Éditions Le Passe-Monde, 2019,  (ISBN 978-2-923647-60-9 et 978-2-923647-60-9)
- Méditations et Pratiques de Sagesse, Éditions Le Passe-Monde, 2021,  (ISBN 978-2-923647-72-2)
- Dialogues avec Ceux qui viennent des Cieux, Éditions Le Passe-Monde, 2024,  (ISBN 978-2-923647-82-1)